# Meletianska schismen
Meletianska schismen, beteckning för två olika, i den arianska lärostriden inflätade, kyrkliga söndringar på 300-talet, den ena i Egypten, den andra inom den antiokenska församlingen. 
Den förra rörde sig framför allt kring frågan om förhållandet till dem, som under förföljelserna svikit sin tro, och bildar såtillvida en parallell till de novatianska och donatistiska striderna. Under förföljelsetiden i början av 300-talet hade biskop Meletios från Lykopolis av nit för församlingarnas bästa, men i strid mot den kyrkliga ordningen egenmäktigt insatt en rad nya biskopar i stället för de gamla, som dels var fängslade, dels räddhågat övergivit sina församlingar. Sedan han själv blivit fängslad, uppträdde han vidare i motsats till den dåvarande biskopen i Alexandria, Petrus, som ledare för den i förföljelsefrågan strängare riktningen. 
Petrus (död 311) exkommunicerade nu Meletios och hans anhängare, och samma ståndpunkt intogs av hans efterträdare, Alexander. Dock hade sannolikt schismen snart blivit bilagd, om den ej förknippats med den stora arianska striden. Arius hade från början ställt sig på Meletios sida och vann nu i sin ordning understöd av hans anhängare. Dessa s.k. meletianer kom efter Meletios död (omkr. 325) i skarp strid med Athanasius, vars val till biskop efter Alexander de sökte förhindra och vars avsättning 335 väsentligen berodde på deras inflytande. Det meletianska partiet synes ha fortlevt i Egypten ända till mitten av 400-talet. 
Stridigheterna i Antiokia tog sin begynnelse redan i och med att biskop Eustathios i Antiokia, som i sin åskådning stod Athanasius nära, avsattes
330, men till en egentlig schism kom det dock först under tiden för Meletios från Antiokia episkopat (361-381, med tre i förvisning tillbragta avbrott). Läget komplicerades därav, att Meletios, som ursprungligen tillsatts under inflytande av en starkt arianiserande riktning, som stod de dåvarande hovkretsarna nära, strax efter sitt tillträde gav uttryck åt en uppfattning, som mera närmade sig till Athanasius åskådning, och småningom blev en av huvudmännen för det s.k. "homoiusianska" mellanpartiet, vilket efter att ha enats med Athanasius slutligen lyckades få sin tolkning av de nicenska lärobestämmelserna erkänd som den ortodoxa. 
Mot Meletios stod nu under större delen av hans episkopat dels den av hans forna anhängare till hans efterträdare valde, utpräglat arianske Euzoius, dels den av de strängare athanasianskt sinnade eustathianerna insatte Paulinus. Schismen fick vida mer än lokal betydelse därigenom, att frågan om Meletios erkännande som rättmätig biskop försvårande spelade in i de hela kyrkan omfattande läroförhandlingarna mellan det nya mellanpartiet och den äldre ortodoxt athanasianska riktningen. Ännu vid Meletios död (381, under den av honom ledda andra ekumeniska synoden i Konstantinopel) var denna fråga ej slutgiltigt avgjord. Fullt bilagd blev schismen först 415 under hans tredje efterträdare, Alexander. 